# Tribophysik
Die Tribophysik ist das Forschungsgebiet, in dem strukturelle Veränderungen der Oberfläche bzw. des oberflächennahen Teils eines festen Körpers untersucht werden, nachdem mechanische Energie zugeführt worden ist. Sie ist ein Teilgebiet der Tribologie.
Weiterhin werden die Auswirkungen auf das physikalische und chemische Verhalten der Oberfläche oder des oberflächennahen Bereichs untersucht (z. B. elektrische Aufladung).